# 1173
| [ Edytuj tabelę ]                |                                                                   |
| Książę Małopolski                | - 1146 Bolesław IV Kędzierzawy 1173 - 1173 Mieszko III Stary 1177 |
| Książę Wielkopolski              | - 1138 Mieszko III Stary 1177                                     |
| Król Angkoru                     | - 1165 Tribhuwanaditjawarman 1177                                 |
| Król Anglii                      | - 1154 Henryk II 1189                                             |
| Król Aragonii i hrabia Barcelony | - 1164 Alfons II Aragoński 1196                                   |
| Książę Bawarii                   | - 1156 Henryk XII Lew 1180                                        |
| Margrabia Brandenburgii          | - 1170 Otto I 1184                                                |
| Książę Burgundii                 | - 1162 Hugo III 1192                                              |
| Cesarz Bizancjum                 | - 1143 Manuel I Komnen 1180                                       |
| Cesarz Chin                      | - 1162 Song Xiaozong 1189                                         |
| Książę Czech                     | - 1172 Fryderyk 1173 - 1173 Sobiesław II 1178                     |
| Król Danii                       | - 1157 Waldemar I Wielki 1182                                     |
| Władca Egiptu                    | - 1171 Saladyn 1193                                               |
| Król Francji                     | - 1137 Ludwik VII Młody 1180                                      |
| Król Gruzji                      | - 1156 Jerzy III 1184                                             |
| Hrabia Holandii                  | - 1157 Floris III 1190                                            |
| Cesarz Japonii                   | - 1168 Takakura 1180                                              |
| Kalif                            | - 1170 Al-Mustadhi 1180                                           |
| Król Kastylii                    | - 1158 Alfons VIII Szlachetny 1214                                |
| Patriarcha Konstantynopola       | - 1170 Michał III z Anchialos 1177                                |
| Władca Korei                     | - 1170 Myŏngjong 1197                                             |
| Król Leónu                       | - 1157 Ferdynand II 1188                                          |
| Kalif Maroka                     | - 1163 Abu Jusuf I 1184                                           |
| Król Nawarry                     | - 1150 Sancho VI 1194                                             |
| Król Norwegii                    | - 1161 Magnus V 1184                                              |
| Hrabia Palatynatu                | - 1155 Konrad Hohenstauf 1195                                     |
| Papież                           | - 1159 Aleksander III 1181 - 1168 antypapież Kalikst III 1178     |
| Król Portugalii                  | - 1139 Alfons I 1185                                              |
| Sułtan Rumu                      | - 1156 Kilidż Arslan II 1192                                      |
| Książę Rusi halickiej            | - 1153 Jarosław Ośmiomysł 1187                                    |
| Cesarz Rzymski (niemiecki)       | - 1155 Fryderyk I Barbarossa 1190                                 |
| Książę Saksonii                  | - 1142 Henryk Lew 1180                                            |
| Król Szkocji                     | - 1165 Wilhelm I 1214                                             |
| Król Szwecji                     | - 1167 Kol Sverkersson 1173 - 1173 Knut Eriksson 1196             |
| Doża Wenecji                     | - 1172 Sebastiano Ziani 1178                                      |
| Król Węgier                      | - 1172 Bela III 1196                                              |

Rok 1173 / MCLXXIII
stulecia: XI wiek ~
XII wiek ~
XIII wiek

lata: 1163 «
1168 «
1169 «
1170 «
1171 «
1172 «
1173
» 1174
» 1175
» 1176
» 1177
» 1178
» 1183

## Wydarzenia w Polsce
- 5 stycznia – zmarł w Krakowie Bolesław IV Kędzierzawy. Księciem zwierzchnim został po nim Mieszko Stary, książę Wielkopolski.

- Podział Śląska wzdłuż Przesieki między synów Władysława II Wygnańca, Bolesława Wysokiego i Mieszka Plątonogiego - powstały Śląsk Dolny i Górny. Śląsk został podzielony na trzy księstwa. Bolesław Wysoki wziął Wrocław, Mieszko Plątonogi - Racibórz, a najmłodszy z Władysławowiczów, Konrad Laskonogi - Głogów. Do dzielnicy raciborskiej przyłączono wtedy kasztelanie bytomską i oświęcimską, dotąd stanowiące część składową ziemi krakowskiej.

## Wydarzenia na świecie
- 13 stycznia – Bela III został koronowany na króla Węgier.
- 21 lutego – Tomasz Becket został kanonizowany przez papieża Aleksandra III.

## Zmarli
- 5 stycznia – książę Bolesław IV Kędzierzawy (ur. 1120 lub 1121)
- 25 lipca – Mateusz I Alzacki, hrabia Boulogne (ur. ?)
- data dzienna nieznana:
  - Beniamin z Tudeli – żydowski podróżnik (ur. ok. 1127)
  - Đạo Huệ – wietnamski mistrz thiền ze szkoły vô ngôn thông (ur. ?)